# Anpassad skola
Anpassad skola (f.d. särskola) är en samling skolformer som främst riktar sig till elever med intellektuell funktionsnedsättning. Undervisningen är utformad för att möta behoven hos elever som kan behöva längre tid och särskilda anpassningar för att tillgodogöra sig kunskap. Fokus ligger på att erbjuda en lärmiljö där både undervisningens form och dess tempo är anpassade för att främja elevernas utveckling och lärande.
I Sverige är skolformen uppdelad i anpassad grundskola och anpassad gymnasieskola. Därutöver erbjuds även komvux som anpassad utbildning på både grundläggande och gymnasial nivå. Före 2011 var det möjligt även för elever med autism eller autismspektrumtillstånd, utan en intellektuell funktionsnedsättning, att bli mottagna i skolformerna.

## Historik
Det första land som började uppmärksamma förmågan att tillgodogöra sig kunskap hos personer med funktionsnedsättning var Frankrike. Detta tror man beror mycket på Jean-Jacques Rousseaus kamp för de mänskliga rättigheterna. 1799 hittades en pojke, Victor från Aveyron, i skogen. Läkarna antog att han var ett vilt barn som uppfostrats av vargar och bestämde därför att han skulle socialiseras, läkaren Jean Itard tog på sig uppgiften, men förstod så småningom att pojken hade autism och hade en svår funktionsnedsättning. Trots detta gjorde han framsteg och Itard hade bevisat att även "idioter" kunde förbättras. Under 1830-talet började de första anstalterna för personer med funktionsnedsättning komma i Schweiz. En annan fransk läkare, Edouard Seguin lyckades 1837 att lära en pojke med funktionsnedsättning att läsa och skriva, detta blev startskottet för den första undervisningen av barn med funktionsnedsättning och 1842 började han undervisa elever på ett ”hem för obotliga” i Paris. 1848 tvingades Seguin att fly till USA där han fick smeknamnet ”Idioternas apostel”.
Intresset för undervisning av personer med funktionsnedsättning spreds nu i Europa, snabbast i utvecklingen var Tyskland, Österrike och England. Man skilde nu på "bildbara" och "obildbara" idioter. 

## Skoldaghem
Skoldaghem är en skola som oftast är avsedd för elever som lärarna uppfattat som "stökiga" och därför anses behöva gå i en mindre klass. Skoldaghem fungerar oftast även som fritidshem, och ofta arbetar även fritidspedagoger på skoldaghem.

## Särskola i världen

### Sverige
Särskolan i Sverige har funnits sedan 1968 men benämns sedan 1 juli 2023 anpassad grundskola respektive anpassad gymnasieskola. Den finns till för de elever som inte klarar den vanliga skolan på grund av intellektuell funktionsnedsättning eller som på grund av en förvärvad hjärnskada fått en betydande och bestående begåvningsnedsättning. Detta regleras i Skollagen. Den anpassade grundskolan omfattar en obligatorisk nioårig skola med möjlighet till ett frivilligt tionde år, gymnasiesärskola och särvux. Den obligatoriska anpassade grundskolan innefattar grundsärskola för elever med en lindrig utvecklingsstörning; och träningsskola för elever som inte klarar av grundsärskolan på grund av en mer omfattande funktionsnedsättning . Enligt ICD-10 definieras utvecklingsstörning som IQ under 70. För barn med funktionsnedsättning som anses som måttlig eller svår, det vill säga en intelligenskvot på under 50, visar sig träningssärskolan ofta vara det lämpligare alternativet, även om det inte är begåvningsnivån ensamt som avgör den frågan.
Den anpassade grundskolan följer liksom specialskolan och grundskolans det obligatoriska skolväsendets läroplan, Lgr 11, men med anpassad pedagogik; däremot har man som elev i den anpassade grundskolans individanpassade kursplaner samt möjlighet till ett tionde skolår. 

### Tyskland
År 1778 öppnade Samuel Heinicke i Leipzig Tysklands första skola för hörselskadade barn. I Berlin öppnades 1845 det första tyska internatet för barn med funktionsnedsättning av dövstumpedagogen Carl Wilhelm Saegert. Han utvecklade den första pedagogiken som riktar sig till elever med funktionsnedsättning.  I Tyskland idag undervisas barnen i särskolor, indelade efter funktionsnedsättning. Numera får många barn som klarar av att gå i en vanlig klass gå i en sådan.